# Comté de Montmorency No. 1
Pour les articles homonymes, voir Montmorency.
Le comté de Montmorency No. 1, appelé à l'origine Première division du comté de Montmorency, était un comté municipal du Québec ayant existé entre 1855 et le 23 septembre 1981. 
Le territoire qu'il couvrait est aujourd'hui compris dans la région administrative de la Capitale-Nationale et correspondait à la totalité de l'actuelle municipalité régionale de comté (MRC) de la Côte-de-Beaupré plus une petite partie de celle de la Jacques-Cartier. Son chef-lieu était la municipalité de Château-Richer.

## Municipalités situées dans le comté
- Beaupré (détaché de Sainte-Anne-de-Beaupré en 1928 sous le nom de Notre-Dame-du-Rosaire, renommé Beaupré la même année[3])
- Château-Richer (créé en 1855 sous le nom de La Visitation-de-Notre-Dame; renommé Château-Richer en 1968[4])
- L'Ange-Gardien (créé en 1855[5])
- Sainte-Anne-de-Beaupré (créé en 1855; la municipalité de village se sépare de celle de paroisse en 1906 mais les deux refusionnent plus tard la même année; en 1920 une nouvelle municipalité de paroisse se détache de celle de village; les deux fusionnent de nouveau en 1973[6])
- Sainte-Brigitte-de-Laval (détaché de L'Ange-Gardien et de La Visitation-de-Notre-Dame (Château-Richer) en 1875[7])
- Saint-Ferréol-les-Neiges (créé en 1855 sous le nom de Saint-Féréol; renommé Saint-Ferréol-les-Neiges en 1978[8])
- Saint-Jean-de-Boischatel (détaché de L'Ange-Gardien en 1920; renommé Boischatel en 1991[9])
- Saint-Joachim (créé en 1855[10])
- Saint-Louis-de-Gonzague-du-Cap-Tourmente (détaché de Saint-Joachim en 1916[11])
- Saint-Tite-des-Caps (créé en 1872[12])

## Formation
Le comté de Montmorency No. 1 comprenait lors de sa formation les paroisses de Saint-Féréol, Saint-Joachim, Sainte-Anne, Château-Richer, Laval et Ange-Gardien, et s'étendait au nord jusqu'au 48e parallèle nord.
En 1973, le territoire du hameau de Saint-Adolphe, situé au nord-est de Sainte-Brigitte-de-Laval, a été détaché de L'Ange-Gardien pour être annexé à Stoneham-et-Tewkesbury, passant ainsi du comté de Montmorency au comté de Québec.